# Luka Božič
Luka Božič (Šempeter pri Gorici, 9 de enero de 1991) es un deportista esloveno que compite en piragüismo en la modalidad de eslalon.
Ganó siete medallas en el Campeonato Mundial de Piragüismo en Eslalon entre los años 2009 y 2022, y once medallas en el Campeonato Europeo de Piragüismo en Eslalon entre los años 2013 y 2025.
Participó en dos Juegos Olímpicos de Verano, ocupando el octavo lugar en Londres 2012 y el séptimo en Río de Janeiro 2016, en la prueba de C2 individual.

## Palmarés internacional
| Campeonato Mundial | Campeonato Mundial             | Campeonato Mundial | Campeonato Mundial |
| Año                | Lugar                          | Medalla            | Competición        |
| ------------------ | ------------------------------ | ------------------ | ------------------ |
| 2009               | Seo de Urgel (España)          | Medalla de bronce  | C2 individual      |
| 2014               | Deep Creek (Estados Unidos)    | Medalla de oro     | C2 individual      |
| 2014               | Deep Creek (Estados Unidos)    | Medalla de bronce  | C1 por equipos     |
| 2015               | Londres (Reino Unido)          | Medalla de bronce  | C1 por equipos     |
| 2018               | Río de Janeiro (Brasil)        | Medalla de plata   | C1 por equipos     |
| 2019               | Seo de Urgel (España)          | Medalla de bronce  | C1 individual      |
| 2022               | Augsburgo (Alemania)           | Medalla de oro     | C1 por equipos     |
| Campeonato Europeo |                                |                    |                    |
| Año                | Lugar                          | Medalla            | Competición        |
| 2013               | Cracovia (Polonia)             | Medalla de bronce  | C1 por equipos     |
| 2014               | Viena (Austria)                | Medalla de oro     | C1 por equipos     |
| 2014               | Viena (Austria)                | Medalla de bronce  | C2 individual      |
| 2016               | Liptovský Mikuláš (Eslovaquia) | Medalla de plata   | C2 individual      |
| 2017               | Tacen (Eslovenia)              | Medalla de plata   | C1 por equipos     |
| 2019               | Pau (Francia)                  | Medalla de oro     | C1 por equipos     |
| 2020               | Praga (República Checa)        | Medalla de oro     | C1 por equipos     |
| 2021               | Ivrea (Italia)                 | Medalla de bronce  | C1 por equipos     |
| 2024               | Tacen (Eslovenia)              | Medalla de oro     | C1 por equipos     |
| 2024               | Tacen (Eslovenia)              | Medalla de plata   | C1 individual      |
| 2025               | Vaires-sur-Marne (Francia)     | Medalla de plata   | C1 por equipos     |